# Ken Coates
Ken Coates (16 de setembre de 1930 – 27 juny 2010) va ser escriptor i polític britànic. Va presidir la Fundació Bertrand Russell i va ser editor de The Spokesman, la revista de la Fundació, publicada per primera vegada el març de 1970. Havia estat membre del Parlament Europeu de 1989 a 1999.
Com a membre de la Lliga de la Joventut Comunista de Gran Bretanya, Coates es va estimar més treballar a les mines de carbó al comtat de Nottingham que lluitar amb l'exèrcit britànic en el conflicte anomenat l'Emergència de Malàisia, insurrecció i guerra de guerrilles entre l'exèrcit de la Commonwealth i l'Exèrcit d'Alliberació Nacional Malaisi, el braç armat del Partit Comunista Malaisi. Més tard es va unir al Partit Comunista de la Gran Bretanya, però el va abandonar després del trencament de les relacions entre Stalin i Tito, atès que Coates defensava aquest últim. Després de la invasió soviètica d'Hongria del 1956, Coates i Pat Jordan van esdevenir el centre d'un grup de marxistes que tenia un interès creixent pel trotskisme. Van ser molt crítics amb el Cinquè Congrés de la IV Internacional, al qual van assistir el 1958. Més tard, Coates va tenir un paper central en la fundació del Grup Internacional, precursor del Grup Marxista Internacional.
Ken Coates també va liderar l'Institute for Workers' Control, la Vietnam Solidarity Campaign, el moviment pel Desarmament Nuclear Europeu, i la Fundació Bertrand Russell. De 1989 a 1998, va ser membre laborista del Parlament Europeu i en va presidir el Subcomitè pels Drets Humans. Coates va ser professor al Departament d'Educació d'Adults a la Universitat de Nottingham. Abans de les Eleccions al Parlament escocès de 2007, Coates va anunciar el seu suport al Partit Nacional Escocès.
Coates va ser l'editor d'Essays on Socialist Humanism, un llibre en honor de Bertrand Russell. Va escriure i editar nombrosos llibres sobre pobresa, filosofia política, socialisme democràtic, qüestions socials i econòmiques, pau i desarmament, així com sobre democràcia i drets humans. Segons alguns crítics, el seu llibre The Case of Nikolai Bukharin (Nottingham: Spokesman, 1978) ha servit de base per a una campanya de rehabilitació del líder bolxevic.
Ken Coates va ser impulsor, juntament amb Nurit Peled i Leila Shahid, del Tribunal Russell sobre Palestina de març de 2010.

## Obra
- The Crisis of British Socialism, Spokesman Books 1971 Spokesman Books.com
- Beyond the Bulldozer, ISBN 0-902031-43-0, Spokesman Books 1987
- Confessions of a terrorist, ISBN 978-0-85124-678-9, Spokesman Books 2003
- Empire no more, ISBN 978-0-85124-694-9, Spokesman Books 2004
- Essays on Industrial Democracy, Spokesman Books
- From Tom Paine To Guantanamo, ISBN 978-0-85124-702-1, Spokesman Books 2004
- Poverty: The Forgotten Englishmen, ISBN 978-0-85124-375-7, Spokesman Books 1983
- The New Unionism: the case for worker's control, Penguin Books, 1974. ISBN 0-14-021811-4
- Trade Union Register, Merlin Press 1969
- Trade unions and politics, ISBN 0-631-13753-X, Basil Blackwell, Oxford
- Trade Unions in Britain, ISBN 0-85124-294-4, Spokesman Books 1986
- Workers' Control: A Book of Readings and Witnesses for Workers' Control, ISBN 978-0-85124-699-4, Spokesman Books 2005
- Workers' Control: Another World Is Possible, ISBN 978-0-85124-682-6, Spokesman Books 2003